# Birtha
Birtha (Βίρθα) era un'antica fortezza sul fiume Tigri, che si dice fu costruita da Alessandro il Grande. Sembra dalla descrizione di Ammiano Marcellino, fosse una postazione fortificata fiancheggiata da bastioni difensivi e sporgenti. Fu conquistata da Sapore I nel 252/253 e assediata inutilmente un secolo più tardi da Sapore II, che qui concluse la sua campagna nel 360, ritirandosi con notevoli perdite. D'Anville identificà il posto con la moderna Tikrit, in Iraq, d'accordo anche con Edward Gibbon.
La parola "Birtha" in lingua siriaca significa castello o fortezza, e potrebbe essere applicata a numerosi siti. Dalla città di Dura Europos, si intuisce che il passaggio del Tigri effettuato da Gioviano nel 363, di ritorno dalla deludente campagna militare di Giuliano, avvenne nei pressi di Tikrit.
Verso la fine del XIV secolo, questa imprendibile fortezza fu presa d'assalto da Tamerlano. Le rovine della fortezza sono oggi conservate lungo una rupe perpendicolare al fiume Tigri, ad un'altezza di circa 65 metri. Questa rupe è separata dalla città da un fossato largo e profondo, che è stato senza dubbio riempito dal Tigri. Ai piedi del castello vi è una grande porta di mattoni, che è ciò che rimane in piedi delle antiche mura, ma attorno alla sommità della rupe, contrafforti e bastioni sono sufficientemente visibili. Ci sono poi i resti di una scala segreta, che scende dal cuore della cittadella fino al corso d'acqua.